# Barna från Blåsjöfjället
För boken, se Barna från Blåsjöfjället (bok)
Barna från Blåsjöfjället är en svensk film från 1980 i regi av Jonas Sima. Filmen bygger på en ungdomsroman av Jonas Sima och Björn Norström, vilken i sin tur är en moderniserad version av den klassiska ungdomsboken Barnen ifrån Frostmofjället.
Filmen spelades till stora delar in i Jämtland, på platser som Stora Blåsjön, Jormlien, Gäddede, Ströms Vattudal och Östersund.

## Handling
De sex blåsjöbarnen sjunger till förtexterna om mamma och pappa. Mamman har precis avlidit och pappan bygger tunnelbana i Stockholm.
En hemsyster kommer hem till dem i en snövessla. Hon säger att de tillsvidare måste placeras i ett fosterhem, men innan hon kommer fram, har barnen redan stuckit därifrån tillsammans med geten Gullspira. Storebror Ante, Lena, Anna-Lisa och Månke som åker skidor, samt Pär-Erik och Märta-Stina som sitter i en pulka. De vill hålla samman och absolut inte spridas på olika fosterhem. Driftige storebror Ante tar befälet trots hans systrars protester. Under vedermödor och äventyr tar fyra av de sex barnen sig med godståg och flyttbuss till Stockholm där de, förgäves, söker sin pappa vid ett tunnelbanebygge. Under tiden barnen är på rymmen har medierna uppmärksammat deras flykt och fått pappan att återvända hem. Under en TV-sändning får de direktkontakt med pappan – och familjen kan återförenas hemma på fjället.

## Rollista
Barnen spelas av
- Anders Edvindsson – Ante
- Carina Linder – Lena
- Yvonne Danielsson – Anna-Lisa
- Kent Ivar Fredriksson – Månke
- Martin Isaksson – Per-Erik
- Lova Sima – Märta-Stina

Vuxenrollerna spelas av
- Ulf Brunnberg – TV-producent
- Moltas Erikson – vinterbadare
- Yngve Gamlin – landshövding
- Rolv Wesenlund – busschaufför
- Beppe Wolgers – Vattudals-Joel
- Monica Zetterlund – Hulda Krook
- Göthe Grefbo – Manne från Ankarvattnet
- Lasse Pöysti – Lasso-Lassi
- Stig Grybe – kock
- Carl Billquist – kapten
- Pierre Lindstedt – soldat
- Halvar Björk – Uno Huus
- Sonja Lindgren – hemsyster
- Malou Hallström – TV-scripta
- Thure Persson – fjällbo